# Gymnothorax woodwardi
Gymnothorax woodwardi är en fiskart som beskrevs av Mcculloch 1912. Gymnothorax woodwardi ingår i släktet Gymnothorax och familjen Muraenidae. Inga underarter finns listade i Catalogue of Life.